# Carme Montaner i Serra
Carme Montaner i Serra (Barcelona, 17 de juliol de 1891 - 7 d'agost de 1928) va ser una bibliotecària i professora catalana.
Filla de Damià Montaner i Puig nascut a Bigues i Riells i Carme Serra i Puiguriguer nascuda a Barcelona i mestra de professió. Col·laborà amb Eugeni d'Ors en la gestió de les primeres biblioteques populars. Ocupà una plaça de professora auxiliar a l'Escola de Bibliotecàries. Però abans, ja havia fet classes substituint altres professors. Publicà alguns articles a Quaderns d'Estudis. El 1921 es casà amb Josep Maria Capdevila, amic i col·laborador de Xènius.